# Gerard Wttewaall van Wickenburgh

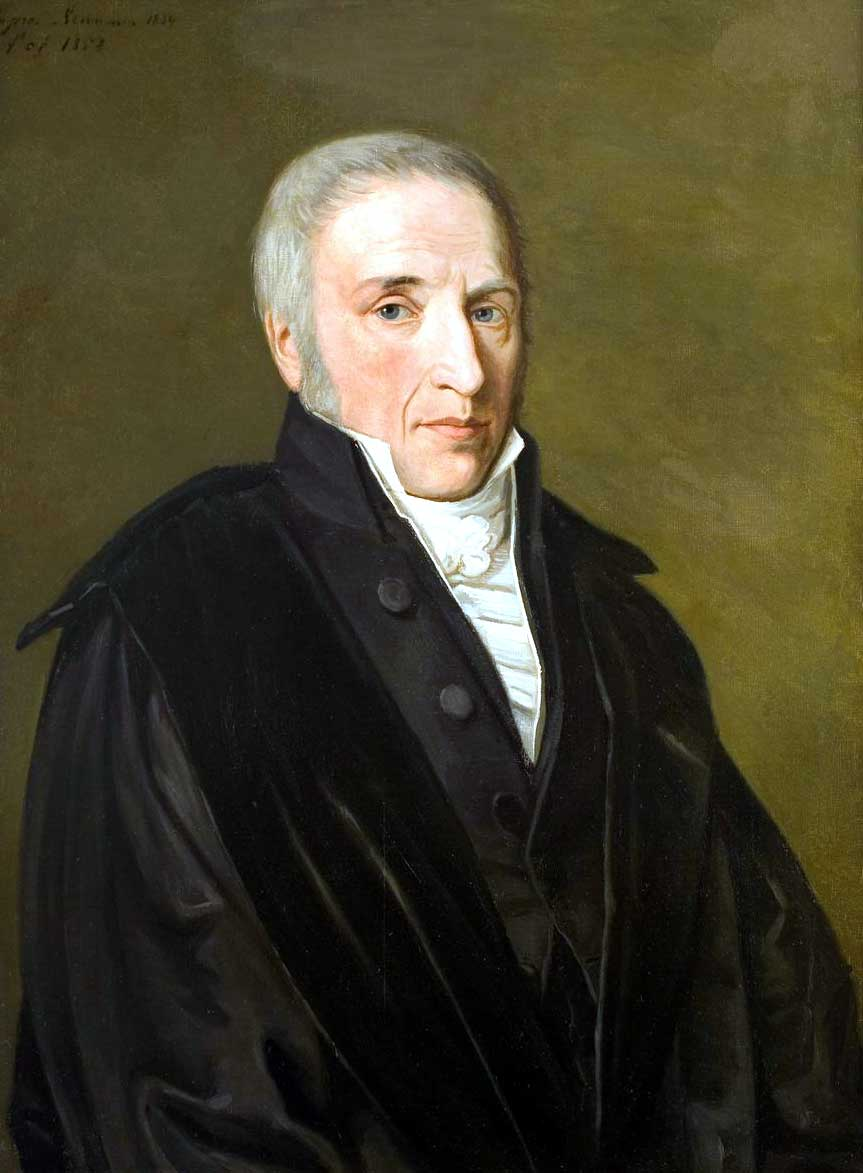
Gerard Wttewaall van Wickenburgh

Gerard Wttewaall van Wickenburgh auch: Gerard Wttewael (* 26. April 1776 in Utrecht; † 6. Juli 1839 auf Wickenburgh in Houten) war ein niederländischer Jurist und Agrarwissenschaftler.

## Leben
Gerard stammte aus einer alten adligen Familie. Sein Vater Johannes Wttewaall (* 21. Januar 1735 in Utrecht; † 10. September 1812 in Houten), war Herr van Wickenburgh und hatte einige Zeit in Gorontalo zugebracht. Kurz vor Gerards Geburt kehrte er mit seiner Frau Clara Johanna van der Burgh (* 10. Juni 1743 in Malakka/Indonesien; † 18. August 1804 in Utrecht) in die Niederlande zurück. Gerard hatte im Umfeld seines Vaters, bereits ein frühes Interesse für die Landwirtschaft entwickelt. Davon zeugt unter anderem eine Rede Over den landbouw der Ouden, in toepassing op den hedendaagschen landbouw (frei deutsch übersetzt: Über die Landwirtschaft der Alten, in Anpassung auf den aktuellen Landbau), welche er beim Verlassen der Hieronymusschule in Utrecht gehalten hatte. Am 11. November 1795 immatrikulierte er sich an der Universität Utrecht als Student der Rechtswissenschaften. Während jener Phase orientierte sich aber auch auf das Studium der alten Sprachen und Philosophen. Zudem hatte er sich auch ein umfangreiches Rüstzeug in den Wissenschaften der Botanik, Physik und Logik erworben. Am 28. November 1801 promovierte er unter Cornelis Willem de Rhoer mit der Thematik Positiones juridicae zum Doktor der Rechte.
1801 bot man ihm eine Professur der Rechte an der Illustren Schule in Deventer an, welche er ebenso ablehnte wie ein 1803 erfolgtes Angebot als Fiscal der niederländischen Flotte. Stattdessen nahm er in Utrecht ein Amt am Schifffahrtsgericht an. Nach der Annexion der Niederlande durch Frankreich, wurden die alten niederländischen Gerichte aufgelöst und er verlor seine Arbeitsstelle. Da er nicht bereit war unter fremder Herrschaft zu dienen, zog er sich auf seinen Familienstammsitz nach Wickenburgh zurück. Hier widmete er sich der Praxis und dem wissenschaftlichen Hintergrund der Landwirtschaft. 1808 wurde er in Utrecht Mitglied des Landwirtschaftsausschusses, für welchen er als Sprecher auftrat. Als 1813 in Utrecht die Rinderpest ausbrach, wurde er Vorstandsvorsitzender desselben und bekämpfte unter Einsatz seiner Gesundheit die Seuche. 1814 lehnte er ein Angebot einer Professur der landwirtschaftlichen Ökonomie und Botanik an der Universität Utrecht ab.
Schließlich aber konnte ihm sein Freund Hendrik Willem Tydeman davon überzeugen, am 16. Juli 1822 eine Professur für landwirtschaftliche Ökonomie an der Universität Leiden anzunehmen. Diese begann er mit der Einführungsrede Over de landhuishoudkunde, uithoofde van hare belangrijkheid der bescherming van 's Rijks Regeering waardig. In seinen Vorlesungen behandelte er die Landwirtschaft, sprach über die Wechselbeziehungen zwischen der Wirtschaft und den Volk, ging auf die in den Niederlanden verwendeten Pflanzen der Agrarwirtschaft ein, behandelte allgemeine Statistiken der Industrie und ihre Geschichte. Besonders gern verwendete er hierbei die Schriften von Albrecht Daniel Thaer. Selbst hatte er jedoch wenig eigene Schriften verfasst. So kennt man nur seine Bijdragen tot de staathuishoudkunde en de statistiek (Utrecht 1836, frei Deutsch übersetzt: Beiträge zu der politischen Ökonomie und der Statistik) und eine Übersetzung von Carl Ludwig Willdenows Anleitung zum Selbststudium der Pflanzen, welche unter dem niederländischen Titel Handleiding tot de kennis der planten (1819) erschien. Als Redakteur der Zeitschrift zur Förderung des Gewerbes (niederländisch: Tijdschrift ter bevordering van Nijverheid) kennt man seine Landwirtschaftliche Beschreibung eines Teils der Provinz Utrecht, zwischen den Städten Utrecht und Wijk bei Duurstede (im 2. Teil, 1. Stück, 1834).
In Leiden beteiligte er sich auch an den organisatorischen Fragen der Hochschule und war 1827/28 Rektor der Alma Mater. Diese Aufgabe legte er mit der Rede de Agricultura salutis publicae vero fundamento nieder. Wttewaall war auch Mitglied mehrerer Gelehrtengesellschaften seiner Zeit. So wären hier seine am 19. Oktober 1809 erfolgte korrespondierende Mitgliedschaft sowie seine am 26. November erweiterte ordentliche Mitgliedschaft am Königlich niederländischen Institut der Wissenschaften in Amsterdam, seine 1819 erfolgte Mitgliedschaft, sowie 1821 Vorsitzender der provinziellen Utrechtschen Gesellschaft der Künste und Wissenschaften (niederländisch:Provinciaal Utrechtsch Genootschap van Kunsten en Wetenschappen), seine 1823 erfolgte Mitgliedschaft bei der Gesellschaft der niederländischen Literatur in Leiden (niederländisch: Maatschappij der Nederlandsche Letterkunde), seine 1824 erfolgte Mitgliedschaft in der holländischen Gesellschaft der Wissenschaften und Künste in Haarlem und seine 1827 erfolgte konsultierende Mitgliedschaft in der Batavischen Gesellschaft der experimentellen Philosophie in Rotterdam (niederländisch: Bataafsch Genootschap der Proefondervindelijke Wijsbegeerte) zu nennen.

## Familie
Gerard hatte am 14. April 1805 in Leiden Bernardina Antonia Cornelia Visscher (* 7. Februar 1780 in Utrecht; † 11. Juli 1856 in Leiden) geheiratet. Aus der Ehe gingen Kinder hervor. Von diesen kennt man:
- Bartholomäus Willem Wttewaall (* 16. Juli 1807 in Utrecht; † 18. November 1890 ebd.) verh. 30. Juni 1841 in Leiden mit Maria Cornelia Hartevelt (* 22. Dezember 1816 in Leiden; † 2. April 1894 in Utrecht)
- Jan Wttewaall (* 6. September 1810 in Leiden; † 2. August 1862 in Utrecht) verh. am 30. Juni 1843 in Utrecht mit Helena Emilia van Eelde (* 2. Januar 1821 in Utrecht; † 19. Mai 1866 ebd.)
- Jacoba Henrietta Wttewall (* 13. Mai 1812 in Schalkwijk; † 4. Oktober 1866 in Den Haag) verh. 18. September 1843 in Houten mit dem Mitglied der zweiten Kammer Gijsbertus Martinus van der Linden (* 9. September 1812 in Dordrecht; † 4. April 1888 in Den Haag)
- Adriana Johanna Wttewaall (* 19. Januar 1814 in Houten; -?)